# Фудзивара-но Канэсукэ
Фудзивара-но Канэсукэ (藤原 兼輔, также 中納言兼輔, Тюнагон Канэсукэ и 堤中納言 Цуцуми тюнагон) японский вака-поэт середины эпохи Хэйан аристократ из клана Фудзивара. Он включён в список «Тридцати шести бессмертных поэтов» и его стихотворение вошло в антологию «Хякунин иссю».
Стихи Канэсукэ также включены в некоторые императорские антологии как «Кокинсю» и «Госэн вакасю». Его собственное собрание стихов известно как «Канэсукэсю».